# Erste Klasse 1922/1923
Dvanáctý ročník Erste Klasse (1. rakouské fotbalové ligy) se konal od 3. září 1922 do 7. července 1923.
Soutěže se zúčastnilo opět třináct klubů. Hrálo se v jedné skupině každý s každým. Ligu vyhrál poosmé ve své klubové historii SK Rapid Vídeň.